# Shivapona
Shivapona är ett släkte av insekter. Shivapona ingår i familjen dvärgstritar.
Kladogram enligt Catalogue of Life:
| Shivapona | \| \| Shivapona shabnami \| \| \| \| \| \| Shivapona shivai \| \| \| \| |
|           | \| \| Shivapona shabnami \| \| \| \| \| \| Shivapona shivai \| \| \| \| |
|           | Shivapona shabnami                                                      |
|           |                                                                         |
|           | Shivapona shivai                                                        |
|           |                                                                         |